# Thames AFC
Thames AFC (celým názvem: Thames Association Football Club) byl anglický fotbalový klub, který sídlil ve východním Londýně. Založen byl v roce 1928 pod názvem Thames Association FC. Do Football League přistoupil v roce 1930 jako náhrada za vyloučený Merthyr Town FC. Zanikl v roce 1932 kvůli finančním problémům. Klubové barvy byly modrá, červená, bílá a černá.
Své domácí zápasy odehrával na stadionu West Ham Stadium s kapacitou 120 000 diváků.

## Historické názvy
Zdroj: 
- 1928 – Thames Association FC (Thames Association Football Club)
- 1930 – Thames AFC (Thames Association Football Club)
- 1932 – zánik

## Úspěchy v domácích pohárech
Zdroj: 
- FA Cup
  - 1. kolo: 1929/30, 1930/31, 1931/32

## Umístění v jednotlivých sezonách
Stručný přehled
Zdroj: 
- 1928–1930: Southern Football League (Eastern Section)
- 1930–1932: Football League Third Division South

Jednotlivé ročníky
Zdroj: 
Legenda: Z – zápasy, V – výhry, R – remízy, P – porážky, VG – vstřelené góly, OG – obdržené góly, +/- – rozdíl skóre, B – body, červené podbarvení – sestup, zelené podbarvení – postup, fialové podbarvení – reorganizace, změna skupiny či soutěže
| Anglie (1928 – 1932) |                                            |        |    |    |   |    |    |     |     |    |        |
| Sezóny               | Liga                                       | Úroveň | Z  | V  | R | P  | VG | OG  | +/- | B  | Pozice |
| 1928/29              | Southern Football League (Eastern Section) | –      | 36 | 13 | 5 | 18 | 67 | 74  | -7  | 31 | 14.    |
| 1929/30              | Southern Football League (Eastern Section) | –      | 32 | 17 | 6 | 9  | 80 | 60  | +20 | 40 | 3.     |
| 1930/31              | Third Division South                       | 3      | 42 | 13 | 8 | 21 | 54 | 93  | -39 | 34 | 20.    |
| 1931/32              | Third Division South                       | 3      | 42 | 7  | 9 | 26 | 53 | 109 | -56 | 23 | 22.    |